# Cowboy Copas
Cowboy Copas, geboren als Lloyd Estel Copas, (Blue Creek (Adams County, Ohio), 15 juli 1913 - Camden, 5 maart 1963) was een Amerikaanse countryzanger.

## Carrière
Tijdens de eerste jaren van zijn carrière werkte Copas samen met de violist Natchee the Indian en trad hijzelf op als Cowboy Copas. Weliswaar zong hij absoluut geen cowboy- of westernsongs, maar honky-tonk en balladen. Hij voorzag in zijn levensonderhoud met optredens bij radiostations. Aan het begin van de jaren 1940 richtte hij zijn eigen band The Gold Star Rangers op. In 1943 verving hij Eddy Arnold bij The Golden West Cowboys van Pee Wee King. De toegangsdeur tot de professionele muziekbusiness werd daarmee geopend.
In 1946 tekende hij een contract bij het nieuw opgerichte King  Records. Reeds zijn eerste (romantische) single Filipino Baby werd een hit. In hetzelfde jaar werd hij ensemblelid van de Grand Ole Opry. Bijna 20 jaar behoorde hij tot hun bekendste sterren. Er volgde een reeks top 10- en top 20-hits, waaronder Signed, Sealed and Delivered, Tennessee Waltz, I'm Waltzing With Tears in My Eyes en Candy Kisses.
Tijdens de jaren 1950 werd hij net als vele andere door de overheersende rock-'n-roll naar de achtergrond verdrongen. Zijn honky-tonk werd niet meer gevraagd. Ook de overgang naar de rockabilly met Circle Rock bij Dot Records kon daar geen verandering in brengen. Hij verloor zijn platencontract en wisselde in 1960 na een jarenlange onderbreking naar Starday Records. Iets later lukte hem een onverwachte comeback, toen zijn single Alabam zich plaatste aan de top van de countryhitlijst en twaalf weken lang deze positie kon vasthouden.
Er volgden enkele top 20-hits, met de bekendste Flat Top (1961). Cowboy Copas was net weer in business, toen hij op 5 maart 1963 tijdens de terugkeer van een benefietconcert bij een vliegtuigongeluk om het leven kwam. Met hem stierven Patsy Cline en Hawkshaw Hawkins. Zijn laatste single Goodbey Kisses werd postuum uitgebracht en bereikte een 15e plaats in de countryhitlijst.

## Overlijden
Cowboy Copas overleed in maart 1963 op 49-jarige leeftijd.

## Discografie

### Albums
King Records
- 1957:	Cowboy Copas Sings His All-Time Hits
- 1959:	Favorite Sacred Songs
- 1960:	Tragic Tales Of Love & Life
- 1960:	Broken Hearted Melodies
- 1963:	The Country Gentleman Of Song (postuum gepubliceerd)
- 1963:	As You Remember Cowboy Copas (postuum gepubliceerd)
- 1963:	In Memory-Cowboy Copas & Hawkshaw Hawkins (postuum gepubliceerd)
- 1963:	The Legend Of Cowboy Copas & Hawkshaw Hawkins (postuum gepubliceerd)
- 1964:	Cowboy Copas Hymns (postuum gepubliceerd)

- Biblioteca Nacional de España: XX1728123
- Bibliothèque nationale de France: cb138927189 (data)
- Gemeinsame Normdatei: 135521289
- International Standard Name Identifier: 0000 0000 5940 7201
- Library of Congress Control Number: n92047639
- MusicBrainz: dde0c16b-4697-4109-b58c-d8eb2c657f5d
- Nederlandse Thesaurus van Auteursnamen: 19773488X
- SNAC: w65x6d72
- Virtual International Authority File: 5117205
- WorldCat: E39PBJw8YTTv4vdrFwD4FFKPQq